# East Riding County Football League
East Riding County Football League är en engelsk fotbollsliga baserad i East Riding of Yorkshire, grundad 1902. Den består av sju divisioner och toppdivisionen Premier Division ligger på nivå 13 i det engelska ligasystemet.
Ligan är en matarliga till Humber Premier League.

## Mästare
| Säsong  | Premier Division            | Division One           | Division Two              | Division Three       | Division Four                   | Division Five             |
| ------- | --------------------------- | ---------------------- | ------------------------- | -------------------- | ------------------------------- | ------------------------- |
| 2006/07 | Old George                  | North Ferriby Athletic | Patrington Stanley United | Haltemprice          | Long Riston Res                 | Westella/Willerby Juniors |
| 2007/08 | North Ferriby Athletic      | Reckitts Res           | Sutton Park               | West Hull Ams        | Westella Juniors                | Cliffe AFC                |
| 2008/09 | Beverley Town Reserves      | Corner Bar             | AFC Rovers                | Cliffe               | Waterloo                        | Haltemprice Rangers       |
| 2009/10 | Hodgsons                    | AFC Rovers             | Hedon Rangers Reserves    | Wawne Ferry Reserves | Haltemprice Rangers             | Woodlands Reserves        |
| 2010/11 | Driffield Evening Institute | Little Weighton        | Wawne United Reserves     | Haltemprice Rangers  | Market Weighton United Reserves | Long Riston 3rd Team      |